# Richard M. Schulze
Richard M. Schulze (* 1940 in Saint Paul, Minnesota) ist ein US-amerikanischer Unternehmer und Mitbegründer des Einzelhandelsunternehmen Best Buy.

## Leben
Richard M. Schulze besuchte ab 1958 die St. Paul Central High School, die er jedoch vorzeitig verließ. Seinen Militärdienst absolvierte er bei der Minnesota Air National Guard.
Schulze gründete, zusammen mit seinem Geschäftspartner Gary Smoliak, 1966 das US-amerikanische Einzelhandelsunternehmen Best Buy, das rund 155.000 Mitarbeiter (Stand: 2009) und einen Umsatz von 45,015 Mrd. USD (Stand: 2008) hat. Von 1966 bis 2002 war Schulze CEO und später Member of the Board von Best Buy. Nach Angaben des Forbes Magazine gehört Schulze zu den reichsten US-Amerikanern und ist 2005 in The World’s Billionaires gelistet. Schulze gründete eine eigene Familienstiftung für Bildung. Aus Mitteln der Stiftung wurde 2005, auf dem Gelände der University of St. Thomas, die nach ihm benannte Schulze Hall erbaut.
Er ist in zweiter Ehe verheiratet, hat aus beiden Ehen zehn Kinder und wohnt mit seiner Familie in Bonita Springs, Florida.